# Luis y Virginia
Luis y Virgínia és una pel·lícula espanyola de 1982 dirigida per a televisió per Jaime Chávarri. Segon el seu director, vol fer un homenatge als mestres que treballen en situacions adverses. Va representar Espanya al 34è Festival del Premi Itàlia. Fou rodada als pobles de Marrubio i Manzaneda (província de Lleó). La música era del cantautor Luis Eduardo Aute.

## Argument
Narra la història de dos mestres, Luis i Virginia, que són traslladats a un poble de Lleó per tal d'exercir la seva feina, i la diferent repercussió que té aquest destí en ells. Mentre que ella intenta contribuir en la transformació del poble, ell només pensa en marxar.

## Repartiment
- Carme Elias - Virginia
- Luis Ciges
- Joaquín Hinojosa - Luis
- Chema Muñoz

## Premis
Fotogramas de Plata 1982
| Categoria                     | Persona     | Resultat |
| ----------------------------- | ----------- | -------- |
| Millor intèrpret de televisió | Carme Elias | Nominada |